# 諾西 (希沙基區)
49°59′40″N 34°11′0″E / 49.99444°N 34.18333°E
諾西（烏克蘭語：Носи），是烏克蘭中部的村莊，隸屬波爾塔瓦州的米爾霍羅德區。該村距離波爾斯卡利夫卡1公里，海拔高度135米，2001年該村落人口160。